# Ilyas Khoja
Ilyas Khoja o Ilyās Khwāja (XIV secolo – 1365) fu khan della Transoxiana nel 1363 e del Moghulistan dal 1363 al 1365.
Figlio di Tughluq Timur, venne esautorato da Tamerlano e da Amir Husain, ma non riuscì a tornare al potere nonostante avesse tentato di farlo compiendo una spedizione militare. La morte di Ilyas Khoja gettò il Moghulistan nel caos e favorì l'ascesa dei Dughlat, un gruppo tribale capeggiato da un personaggio ambizioso di nome Qamar al-Dīn.

## Biografia

### Primi anni

L'Asia nel 1335

Ilyas Khoja era uno dei figli di Tughluq Timur, un capo ciagataide attivo in Transoxiana. Nel marzo del 1361, Tughluq Timur si trovò costretto a sedare i vari gruppi tribali a lui sottomessi, i quali continuavano a mostrarsi molto irrequieti. Fu in quel frangente eliminato un suo rivale, tale Buyan Suldus, e vennero rimessi in discussione gli accordi presi con vari altri beg, tra cui il giovane Tamerlano. Tughluq Timur cedette il potere a suo figlio Ilyas Khoja quando ripartì dalla regione del Moghulistan.

### Khan
Ilyas mantenne con fermezza il potere fino al 1364, anno di morte di Tughluq Timur. Fino a quel momento, Tamerlano si era dimostrato fedele ai chagataidi sperando di ricevere una carica di spicco nella loro gerarchia. Tuttavia, così non fu e Tamerlano si alleò con suo cognato Amir Husain, signore di Balkh, Kunduz e Kabul, in passato aiutato a sottomettere il Badakhshan.
Tempo dopo, attaccarono i chagataidi surclassandoli e anche lo stesso Ilyas Khoja non riuscì a prevalere in uno scontro avvenuto, secondo le fonti, vicino a Kesh e a Samarcanda. Poco più tardi, Ilyas seppe che suo padre Tughluq era morto tentando di contrastare Tamerlano e i suoi seguaci. Pur avendo sottomesso la Transoxiana, né Tamerlano né Amir Husain se la sentirono di non nominare un sovrano chagaitide, sia pur soltanto a titolo formale. La scelta ricadde su un pronipote di Duwa chiamato Kabil-shah o Kabul-shah, il quale temendo per la propria incolumità si celava sotto le mentite spoglie di derviscio.

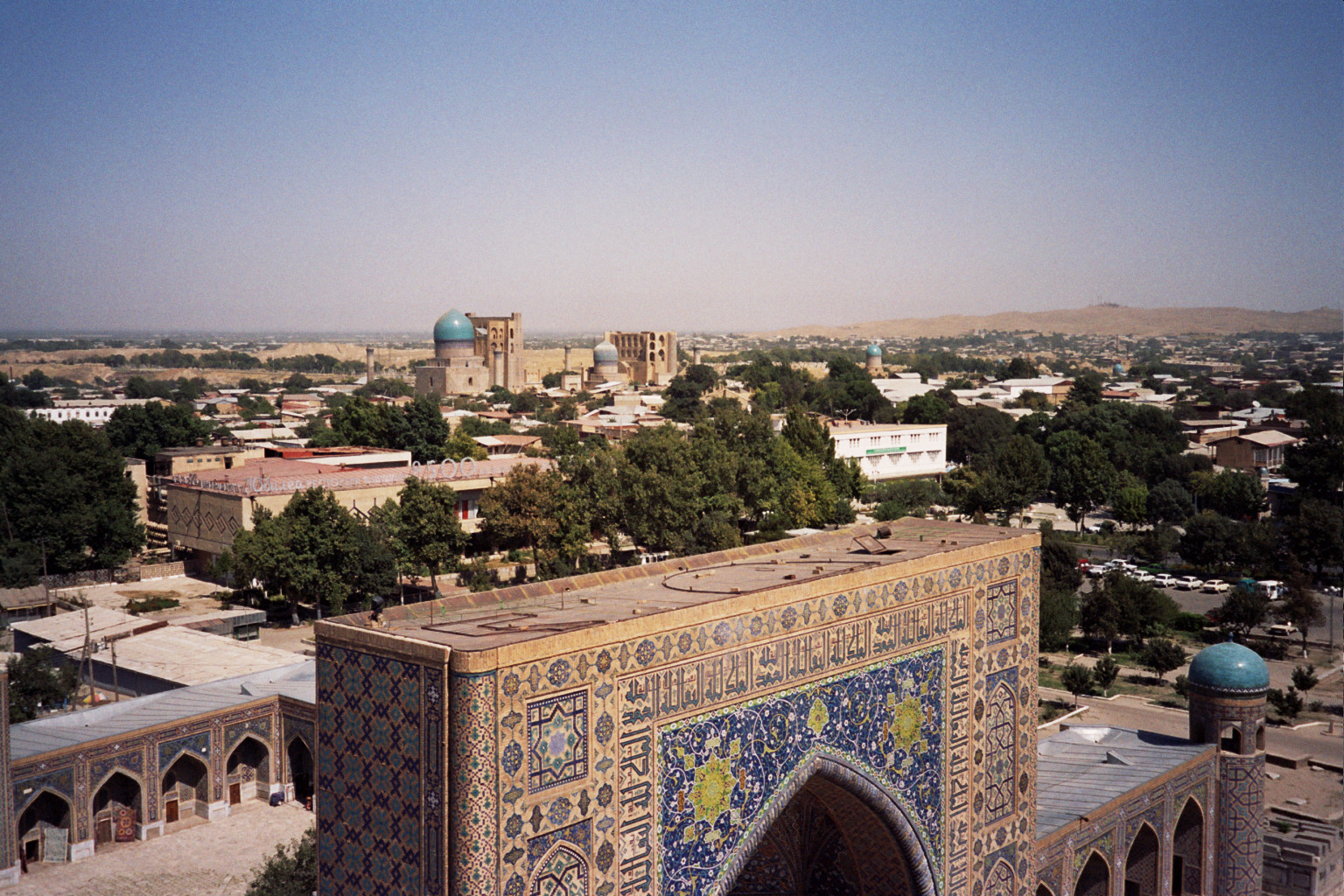
Samarcanda, la città attaccata da Ilyas Khoja nel 1365

Estromesso dalla Transoxiana, Ilyas Khoja tentò di riprendere il potere e, tra il 1364 e il 1365, tornò con un nuovo esercito e sconfisse Tamerlano e Amir Husain sulla riva settentrionale del fiume Syr Darya, tra Tashkent e Chinaz, in quella che è passata alla storia come battaglia delle paludi. Amir Husain e Tamerlano si ritirarono fino all'Amu Darya, il primo a nord di Kunduz, il secondo verso Balkh, consentendo così l'invasione della Transoxiana da parte di Ilyas Khoja. Questi non tardò a cingere d'assedio Samarcanda, ma la situazione improvvisamente cambiò a sfavore di Ilyas. Gli abitanti di Samarcanda, sobillati dal "clero" musulmano, opposero una strenua difesa, mentre gli assedianti patirono una pesante epidemia. Alla fine, nel 1365, Ilyas-khoja abbandonò la Transoxiana e fece ritorno nella regione dell'Ili.
Dopo il ritiro di Ilyas, Tamerlano e Amir Husain si recarono a Samarcanda e ne assunsero il potere, mentre il loro nemico non solo non prevalse, ma poco tempo dopo cadde vittima della ribellione dei Dughlat, un gruppo tribale a lui sottoposto. La morte di Ilyas Khoja, avvenuta nel 1365, gettò nel caos la regione del Moghulistan e favorì l'ascesa dei Dughlat, capeggiato da un personaggio ambizioso di nome Qamar al-Dīn.